# 아레나스 클루브 데 게초
아레나스 클루브 데 게초(스페인어: Arenas Club de Getxo)는 바스크 주의 빌바오 교외 게초 마을을 연고로 하는 스페인의 축구단이다. 1909년에 창단한 아레나스는 현재 프리메라 페데라시온에 속해 있으며, 2,000석짜리 고벨라 시립 경기장을 홈구장으로 사용하고 있다.
아레나스 게초는 이웃 아틀레틱 빌바오, 레알 소시에다드, 그리고 레알 우니온과 함께 스페인의 축구 선구 구단들 중 하나로, 1919 시즌 코파 델 레이에서 우승했으며 1928년 라 리가 출범 당시 참가하기도 했다.

## 역사
1909년, 아레나스 축구단(Arenas Football Club)으로 창단한 이 구단은 3년 후 클루브 아레나스(Club Arenas)로 개칭하였다. 1914년, 아레나스 게초는 바르셀로나와 세 차례 친선 경기를 펼쳐 3경기를 모두 이겼다.
이후, 이 구단은 레알 소시에다드, 아틀레틱 빌바오, 라싱 산탄데르, 스포르팅 히혼, 그리고 셀타 비고와 함께 북부 선수권(Campeonato Norte)에 참가하였고, 1917년에 정상을 차지하면서 코파 델 레이 진출권을 획득해 바르셀로나에서 열린 결승전까지 올라갔지만, 연장전 끝에 마드리드 축구단에 1-2로 패하였다.
1919년, 아레나스는 비스카이아 선수권에서 또다시 지역 대회 우승을 차지해 코파 델 레이 무대에 재도전했는데, 바르셀로나를 연장 끝에 5-2로 이기고 우승을 차지했다. 이듬해, 스페인 국가대표팀이 안트베르펜에서 열린 하계 올림픽에서 국제 무대에 첫 선을 보일 때, 이 선수단에 프란시스코 파가사우르툰두아와 펠릭스 세수마가 두 명의 선수를 파견했다.
아레나스 게초는 코파 델 레이 결승전에 두 차례 더 진출했는데, 1925년에는 바르셀로나에 0-2로, 2년 뒤에는 레알 우니온에게 0-1로 패하였는데, 후자의 결승전은 아틀레틱 빌바오 없이 치른 유일한 바스크 구단간 맞대결 결승전이었다. 모든 1928년 하계 올림픽의 스페인 선수단 일원들이 모두 바스크 구단의 선수들이었는데, 이 중 아레나스 게초가 4명의 선수를 파견했다.
라 리가의 처음 7시즌을 참가한 아레나스 게초는 1929–30 시즌에 3위를 차지하였으나, 이어지는 6시즌 동안 세군다 디비시온에서 보냈고, 이후에는 테르세라 디비시온에서조차 잔류 경쟁을 벌였는데, 지역 리그까지 내려간 경우도 있었다. 2014-15 시즌 후, 아레나스는 35년 만에 세군다 디비시온 B(3부 리그)로 올라섰는데, 승격을 위해 플레이오프전을 통과해야 했다.

## 선수 명단

### 현역
참고: FIFA 자격 규정에 따라 소속된 국가대표팀 국기를 표시합니다. 선수는 복수의 FIFA 비회원국 국적을 가지고 있을 수 있습니다.
| 번호 | 포지션 | 국적 | 이름        |
| ---- | ------ | ---- | ----------- |
| 5    | DF     |      | 니와 다이키 |

| 번호 | 포지션 | 국적 | 이름 |
| ---- | ------ | ---- | ---- |

## 역대 감독
| 감독                   | 임기        |
| ---------------------- | ----------- |
| 호세 플라나스 아르테스 | 1929 ~ 1930 |
| 호세 플라나스 아르테스 | 1933 ~ 1935 |
| 발타사르 알베니스      | 1935 ~ 1936 |
| 하비에르 클레멘테      | 1975 ~ 1976 |
| 이바이 고메스          | 2024 ~      |